# RBU-1200
RBU-1200 (РБУ-1200) là hệ thống vũ khí chống tàu ngầm được phát triển và thiết kế bởi viện Moskovskiy Institut Teplotekhniki (Моско́вский институ́т теплоте́хники) cho lực lượng hải quân Liên Xô và đưa vào biên chế năm 1955 theo tiêu chí trọng lượng và độ giật nhẹ khi bắn để trang bị trên các tàu tương đối nhỏ như các loại tàu tuần tra. Chúng được gắn trên các tàu Đề án 201, Đề án 266 và tàu quét mìn 266M của hải quân Liên Xô, ngoài ra hệ thống này cũng được gắn trên các tàu quân sự của các nước khác.

## Thiết kế
Hệ thống có 5 ống phóng, hệ thống này phóng các quả depth charge có đường kính 251,7mm có thể điều chỉnh góc phóng từ 0-51° với tốc độ 18°/s, các bom sẽ bao phủ một vùng có diện tích 70×120m, tốc độ chìm 6,25 m/s với độ sâu tối đa trước khi kích nổ là 350m. Do có độ giật khá nhẹ nên hệ thống có thể gắn trên các tàu tương đối nhỏ và nhanh, khi xác định được vị trí mục tiêu thì tàu sẽ xoay đầu về hướng đó để phóng vì hệ thống này không có chức năng xoay ngang một điểm khác so với các hệ thống cùng loại trước nó.